# ジーヤ・カリディス
ジーヤ・カリディス（GIA　CARIDES、1964年6月7日‐）は、オーストラリア連邦ニューサウスウェールズ州シドニー出身の女優。父はギリシャ系オーストラリア人で、母はイングランド系オーストラリア人（またはアングロ・サクソン系オーストラリア人）との間に生まれる。

## 人物
1990年にオーストラリアで制作・撮影され、1991年12月にNHK-BS2と、1995年7月にTBSの2度にわたり放送された『ウルトラマンG』のジーン・エコー隊員役で知られている。姉のゾーイも女優。12歳の時から映画や舞台で活躍。1998年に俳優のアンソニー・ラパーリアと結婚し子供が1人いる。

## 出演作品

### 映画
- ダンシング・ヒーロー (1986年)
- オースティン・パワーズ:デラックス (1999年、ロビン・スピッツ・スワローズ役)
- マイ・ビッグ・ファット・ウェディング  (2002年[1]、ニッキー役)
- 紀元1年が、こんなんだったら!? Year One (2009年)

### テレビドラマ
- ER緊急救命室

第65話　「命短し/You Bet Your Life」（1997年、スザンヌ役）
- ツイン・ピークス (2017年)

### ビデオ
- ウルトラマンG（1990年、ジーン・エコー役）

### ゲーム
- グラディウス（2003年、役名表記なし、声）